# 선거제도비교연구
선거제도비교연구 (CSES, Comparative Study of Electoral Systems)는 전 세계의 국가 선거에 대한 공동 연구 프로젝트이다. 참여 국가와 정치체들은 각 국가의 선거 사후 연구 내에 공통된 설문지 모듈을 포함한다. 해당 설문자료의 결과는 투표행위, 인구학적 변수, 지역구, 거시 변수 등과 함께 하나의 데이터셋에 포함되어 다층적 관점에서 투표 행태의 비교 분석을 가능하게 한다.
CSES의 데이터는 무료이며, 공공에게 공개된다. 이 프로젝트는 미시건 대학교 (University of Michigan)의 CSES사무국(CSES Secretariat)과 독일￼의 라이프니츠 사회과학연구소 (GESIS-Leibniz Institute)가 공동으로 진행한다.

## 연구의 목표와 내용
1994년, CSES 프로젝트는 두 가지 주요 목표와 함께 설립되었다. 첫 번째는 국가 선거 연구 간 국제적 협력을 증진하는 것이다. 두 번째는 연구자들이 선거제도를 포함한 정치적 제도와 이러한 정치적 제도가 투표율과 투표 선택 등에 관련된 개인의 태도, 행위에 미치는 영향을 연구할 수 있도록 하는 것이다.
CSES 데이터 세트에는 세 가지 수준의 변수가 포함된다. 첫 번째는 미시적 변수로서, 각 국가의 선거 사후 조사에서 각 응답자들이 답변한 변수들이다. 두 번째는 지역 수준 변수로서, 각 설문 응답자가 속해 있는 선거구의 선거 결과를 포함한다. 세 번째는 거시적 변수로서 국가적 맥락과 선거제도에 대한 정보를 담고 있으며, 경제적 지표와 민주적 지표 등도 포함하고 있다. 그림 1에 포함되어있는 것과 같이, 이러한 위계적 자료 구조에 대해 다층분석을 수행할 수 있다.

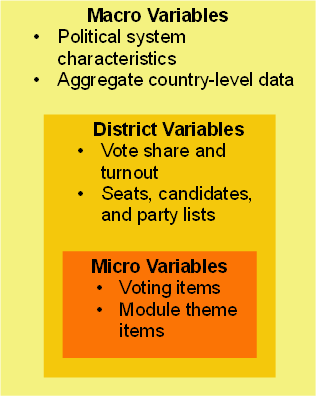
그림 1 : CSES 다단계 데이터 구조의 시각화

CSES 계획위원회는 5년마다 새로운 주제별 모듈을 고안한다. 전체 모듈이 최종적으로 공표되기 전에, CSES는 간헐적으로 모듈의 부분 데이터가 포함된 데이터셋을 사전배포한다.
모듈 1의 데이터 수집은 1996년과 2001년 사이에 수행되었으며 시스템 성능에 중점을 둔다. 해당 모듈에는 선거 제도가 시민의 정치적 인식과 행동에 미치는 영향, 정치적·사회적 균열구조 및 조정의 성격을 포함한다. 또한 민주주의 제도와 절차에 대한 시민들의 평가에 대한 자료를 포함하고 있다. 모듈 1에는 33개국에서 실시된 39개의 선거 연구가 포함됩니다.
모듈 2에 대한 설문조사 데이터 수집은 2001년과 2006년 사이에 수행되었으며 책임성과 대표성에 중점을 둡니다. 해당 모듈은 선거가 정부의 책임성을 보장하는 기제라는 시각과 선거가 민주적 제도 하에서 시민의 관점과 이해관계를 적절히 대표되도록 보장하는 것이라는 두 가지 관점의 대립을 나타내고 있다. 모듈 2에는 38개국에서 실시된 41개의 선거 연구가 포함된다.
모듈 3에 대한 설문조사 데이터 수집은 2006년과 2011년 사이에 수행되었다. 본 모듈은 투표 선택에 대한 유의미한 자료들을 포함하고 있으며, 따라서 선거 연구의 주류 관점인 '선택 가능한 범주 내에서의 수반성'에 집중되어 있다. 모듈 3에은 41개국에서 실시한 50개의 선거 연구를 포함하고 있다.
모듈 4에 대한 설문조사 데이터 수집은 2011년에서 2016년 사이에 이루어졌으며 분배적 정치와 사회보장에 중점을 둔다. 주요 주제는 공공정책에 대한 유권자의 선호와 정치제도와 투표 행위 사이의 매개요인이다. 모듈 4는 39개국에서 실시한 45개의 선거연구가 포함된다.
모듈 5에 대한 설문조사 데이터 수집은 2016년에서 2021년 사이에 수행되며, 정치 엘리트와 "외집단(out groups)"에 대한 유권자의 태도를 다룬다. 이를 통해 반체제적 메시지를 제시하는 정당들에 대한 투표 행위 및 유권자의 태도를 연구할 수 있다. 또한 통합, 이민, 정체성 등에 대한 질문을 통해 "외집단"과 태도 및 투표 행위를 연결시킬 수 있다.
모듈에서 사용 가능한 모든 변수의 전체 테이블은 CSES 웹 사이트에서 찾을 수 있다.
CSES의 통합 모듈 데이터 세트(IMD, Integrated Module Dataset)은 기존의 개별 CSES모듈(CSES 모듈 1-4 포함)을 하나의 시계열적 데이터로 구성하여 제공한다. CSES 모듈 5를 포함하여 3개 이상의 모듈에 공통적으로 나타나는 변수는 데이터 세트에 포함된 CSES에 참여하는 모든 정치체와 함께 IMD에 포함되어 있다.
CSES IMD는 55개 정치체의 174개 선거에 대해 281,000개 이상의 개인 수준의 관측이 포함되어 있으며 600개 이상의 정당에 대한 유권자의 평가를 포함하고 있다. IMD 파일의 주요 특징 중 하나는 정당과 연합의 숫자 코드가 CSES 모듈과 동기화되어 있다는 점이다. CSES IMD는 2018년 12월 첫 번째 릴리스와 2019년 10월 CSES IMD의 두 번째 릴리스로 단계적으로 출시되었다.

## 자료 획득
CSES 데이터는 공개적으로 제공되며 무료이다. 데이터 공개는 비독점적이다. 즉, 데이터는 특정인에게 미리 접근할 수 있는 권리를 제공하지 않고, 만들어지는 즉시 공개된다. 자료는 STATA, SPSS, SAS, R 등 다양한 통계패키지의 형식으로 공개된다. 자료는 CSES 웹사이트 혹은 GESIS 데이터 카탈로그를 통해 다운로드 받을 수 있다. GESIS 온라인 분석 도구인 ZACAT 또한 자료를 살펴보고 분석하는데 활용할 수 있다.

## CSES 서지
CSES 참고 문헌은 CSES를 활용하는 것으로 알려진 학술 출판물과 발표 자료를 인용한다.